# Medizinische Universität Hamamatsu

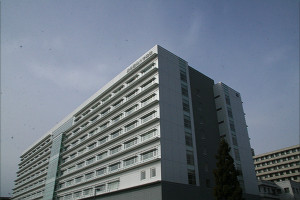
Universitätsklinikum (2010)

Die Medizinische Universität Hamamatsu (japanisch 浜松医科大学 Hamamatsu ika daigaku; engl. Hamamatsu University School of Medicine, kurz: HUSM, Hamamatsu idai (浜松医大) oder Hama-i (浜医)) ist eine staatliche Universität in Chūō-ku, Hamamatsu in der Präfektur Shizuoka (Japan).
In den 1960er Jahren war die Präfektur Shizuoka, im Streifen von der Präfektur Chiba (Ost) bis zur Präfektur Yamaguchi (West) (siehe Taiheiyō Belt), eine der wenigen Präfekturen, die keine medizinische Hochschule hatten. Die Städte Shizuoka und Hamamatsu wetteiferten um die Medizinhochschule, und die Stadt Hamamatsu erhielt sie.
Die Universität wurde 1974 gegründet. 1980 richtete sie die Graduiertenschule (Doktorkurse) ein. 1995 wurde die Fakultät für Pflegewissenschaft hinzugefügt.

## Fakultäten
- Fakultät für Medizin
- Fakultät für Pflegewissenschaft